# Ousmane William Mbaye
Pour les articles homonymes, voir Mbaye.
Ne doit pas être confondu avec Ousmane Mbaye.
Ousmane William Mbaye est un cinéaste sénégalais.

## Biographie
Né à Paris en 1952, il est le fils de la femme de lettres sénégalaise Annette Mbaye d'Erneville.
Il se forme au Conservatoire Libre du Cinéma Français et étudie à l’Université de Paris VIII Vincennes. Il s’initie à tous les métiers du cinéma puis passe à la réalisation de films au Sénégal.
En 1981, il participe au FESPACO de 1981 avec une quarantaine de jeunes cinéastes à la constitution du collectif l'Œil vert, "une sorte de coopération sur le plan technique, d’échange de matériel, mais aussi sur le plan esthétique" et tentera d'en appliquer les préceptes, notamment l'économie des dialogues, dans ses premiers films de fiction. Il passe ensuite au documentaire par manque de moyens et se fixe depuis sur ce genre cinématographique.
De 1990 à 1997, il coordonne les Rencontres Cinématographiques de Dakar (RECIDAK).Son premier court métrage, L’enfant de Ngatch, un film engagé, remporte le Tanit de bronze aux journées Cinématographiques de Carthage 1979 et une mention au Fespaco. 
Bien avant l’heure, le travail d’Ousmane William Mbaye commence à entremêler fiction et documentaire, à travers ses courts métrages Pain Sec, Dakar Clando, Fresque, Dial-Diali, tous récompensés dans les festivals. 
À partir de 2004, Ousmane William Mbaye réalise des portraits de personnages marquants de la culture sénégalaise : Xalima la plume, un portrait du musicien Seydina Insa Wade, prince de la folk sénégalaise ; Fer et Verre un portrait de la plasticienne Germaine Anta Guaye, maître du suwer contemporain et Mère-Bi, le portrait d’Annette Mbaye d’Erneville, sa propre mère, qui fut la première journaliste sénégalaise.William Mbaye fut également l’assistant d’Ousmane Sembene sur Ceddo, et a collaboré avec ses amis Samba Felix Ndiaye , S.Pierre Yameogo, Amet Diallo, Ben Diogaye Beye, Laurence Attali..., il a créé en 2007 un ciné club , "le Cinéma de nuit", où le public dakarois vient en nombre découvrir et débattre du cinéma africain.
Il revient cette année à Étonnants Voyageurs pour présenter Président Dia, un documentaire retraçant le destin de Mamadou Dia, premier président du conseil du Sénégal, arrêté et condamné à perpétuité en 1962 par son ami Léopold Sédar Senghor.

## Filmographie
- 1975 :  Princes Noirs de Saint-Germain-des-Près (Les)[9]
- 1976 : Des Personnages Encombrants[10]
- 1979 : Doomi Ngacc (L'enfant de Ngatch)[11]
- 1981 :  Duunde Yakaar (Pain sec)[12]
- 1989 : Dakar Clando[13]
- 1992 : Dial Diali[14]
- 1992 : Fresque[15]
- 1992 :  Dakar-Bamako
- 2003 : Xalima la plume[16]
- 2005 :  Fer et verre[17]
- 2007 :  Temps d’un film (Le)[18]
- 2008 :  Mère-Bi (La mère)[19]
- 2010 : Lumière sur Ndar[20]
- 2012 :  Président Dia (documentaire)[8]
- 2016 :  Kemtiyu, un documentaire sur Cheikh Anta Diop l’auteur du célèbre Nations nègres.[21]
- 2019 : Tabaski[22]
- 2024 : Ndar, Saga Waalo[23]